# Pied-de-poule

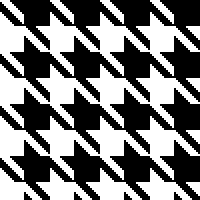
Pied-de-poule patroon

Een in een 2:2 tweed ingeweven pied-de-poule steek

Pied-de-poule (ook wel hanenvoet; Engels: houndstooth) is een tweekleurig textielpatroon, gekarakteriseerd door onderbroken steken die het patroon laat bestaan uit een tegelvorm van abstracte vierhoekige vormen. De meest voorkomende kleurvariant is zwart-wit, hoewel ook vaak andere kleuren worden gebruikt.
Pied-de-coq is een grote pied-de-poule.
Pied-de-poule kan men beter vertalen met hennenvoet (hennenpoot). Het grovere dessin pied-de-coq verwijst dan naar de grovere hanenpoot. Zo is het makkelijker te onthouden welk patroon groter is.

## Geschiedenis
De pied-de-poule werd oorspronkelijk gebruikt in geweven wol uit de Schotse laaglanden, maar wordt tegenwoordig in allerlei verschillende materialen gebruikt.